# Neu! 2
Neu! 2 — другий студійний альбом краут-рок гурту Neu!. Він був записаний у січні 1973 року і зведений у лютому 1973 року на студії Windrose-Dumont-Time у Гамбурзі, і випущений у 1973 році лейблом Brain Records. Він був перевиданий лейблом Astralwerks у США та лейблом Grönland у Великій Британії та Європі 29 травня 2001 року.
Критик Пол Морлі включив його до свого списку «5 x 100 найкращих альбомів усіх часів» у 2003 році.

## Загальна інформація
Цей альбом ще більше закріпив класичне краут-рокове звучання Neu!, зокрема 11-хвилинна «Für Immer» стала архетипічним прикладом їхнього стилю — драйвового вампімгу, підкріплений ударними Клауса Дінгера і багатошаровою гітарою Міхаеля Ротера з плавними лініями і дроновою гармонійною структурою. Pitchfork описав альбом як такий, що має прото-панківське звучання, а Fact назвав його «спартанським психо-роком з потужними ударними треками».
Друга сторона платівки викликала в той час подив. У Neu! просто закінчилися гроші на завершення запису альбому, тому друга сторона повністю складається з раніше випущеного синглу «Neuschnee/Super», змонтованого на різних швидкостях відтворення на програвачі або зіпсованого в касетному магнітофоні. Критики того часу відкинули це як дешевий трюк і крадіжку. Хоча це дійсно був експеримент, народжений відчаєм і необхідністю, він цілком відповідав естетиці попарту Neu!, беручи «готовий» звуковий об'єкт і переосмислюючи його за допомогою серії стилізованих маніпуляцій, а також цілком відповідав тому, як музика Neu! деконструювала і зменшувала форму рок-музики. Згодом Дінгер вказав на сторону 2 як на прототип нині повсюдно поширених численних реміксів, які зазвичай супроводжують будь-який поп-сингл.

## Вплив
Бен Сісаріо з The New York Times назвав цей альбом разом з іншими ранніми альбомами гурту «віхами німецького експериментального року», який журналісти також називають краут-роком.
«Super 16» з'являється у фільмах Master of the Flying Guillotine та Убити Білла. Фільм 1.

## Трек-лист
Всі пісні написані Клаусом Дінгером і Міхаелем Ротером.
| Сторона 1 | Сторона 1                  | Сторона 1  |
| #         | Назва                      | Тривалість |
| --------- | -------------------------- | ---------- |
| 1.        | «Für Immer»                | 11:17      |
| 2.        | «Spitzenqualität»          | 3:35       |
| 3.        | «Gedenkminute (für A + K)» | 2:06       |
| 4.        | «Lila Engel»               | 4:37       |

| Сторона 2 | Сторона 2           | Сторона 2  |
| #         | Назва               | Тривалість |
| --------- | ------------------- | ---------- |
| 5.        | «Neuschnee 78»      | 2:32       |
| 6.        | «Super 16»          | 3:39       |
| 7.        | «Neuschnee»         | 4:07       |
| 8.        | «Cassetto»          | 1:48       |
| 9.        | «Super 78»          | 1:36       |
| 10.       | «Hallo Excentrico!» | 3:44       |
| 11.       | «Super»             | 3:11       |

## Персоналії
Neu!
- Міхаель Ротер – гітара, бас-гітара, клавішні, цитра, перкусія, електроніка, касетний магнітофон
- Клаус Дінгер – кото, 11-струнна гітара, барабани, перкусія, електронне піаніно Farfisa, вокал, електроніка, магнітофон

Додатковий персонал
- Конні Планк – продюсування, звукорежисер
- Ганс Лампе – звукорежисер